# 賀萬里
賀 萬里（が ばんり、1962年1月5日 - ）は中華人民共和国安徽省合肥市生まれの水墨画家、美術理論家。美術学博士。揚州大学芸術学院教授。
彼の著書『インスタレーションの研究』（《装置艺术研究》 1999）は、詳細には、明確に、明らかにインスタレーションの主な内容と特徴を、初めて中国の読者に紹介し、中国のインスタレーション芸術研究の理論的基礎を置いた。